# Mahaai
Mahaai – dzielnica (wijk) miasta Willemstad oraz osada (buurt), w dystrykcie Willemstad, w kraju autonomicznym Curaçao, należącym do Holandii, w Ameryce Południowej. 20 października 2023 r. liczyła 3760 mieszkańców.  

## Osady
W skład dzielnicy wchodzi osiem osad (buurt):
| Lp. | Nazwa               | Powierzchnia km² | Liczba mieszkańców |
| --- | ------------------- | ---------------- | ------------------ |
| 1.  | Cas Cora            | 0,80             | 884                |
| 2.  | Damacor             | 0,34             | 529                |
| 3.  | Francia             | 0,35             | 493                |
| 4.  | Jonchi              | 0,16             | 46                 |
| 5.  | Mahaai              | 0,43             | 561                |
| 6.  | Rooi Catochi        | 0,34             | 326                |
| 7.  | Soledad bij Francia | 0,05             | 188                |
| 8.  | Van Engelen         | 0,41             | 685                |